# Giuseppe Ronca
Giuseppe Ronca (Colognola ai Colli, 7 marzo 1907 – ...) è stato un calciatore italiano, di ruolo difensore.

## Caratteristiche tecniche
Era un terzino. Molto deciso e buon colpitore di testa, era un giocatore abile a scardinare le azioni d'attacco avversarie e molto mobile; all'opportunità agiva di supporto ai mediani. Curava poco la costruzione del gioco (quando poteva si liberava del pallone con lanci potenti e precisi) ed era poco dotato tecnicamente.

## Carriera
Nel 1928 il Bari lo acquistò dal Seregno(formazione di Seconda Divisione settentrionale, appena ammessa in Prima) e fra i galletti giocò 30 partite in Divisione Nazionale (nella stagione 1928-1929) e altre due stagioni (sempre da titolare) in Serie B, dove il suo contributo fu particolarmente apprezzato. Nel campionato di A 1931-1932, in cui i suoi limiti tecnici furono più evidenti e il supporto alla squadra meno efficace, scese in campo 7 volte. Nell'agosto del 1932, quando fu ceduto dal Bari, ricevette in premio dagli sportivi biancorossi una medaglia d'oro per la sua lunga fedeltà alla squadra. Militò quindi nuovamente in seconda serie, per due anni, nella Sampierdarenese, in cui dopo un'ottima stagione 1932-1933 collezionò meno presenze (8) in quella successiva.
Dal settembre del 1934 iniziò la militanza in formazioni di Serie C, dapprima l'Imperia, poi il Galbani Melzo e infine il Casalmaggiore.

## Palmarès

### Club

#### Competizioni nazionali
- Serie B: 1

Sampierdarenese: 1933-1934